# Shlapa (EP)
Shlapa maksi singl je hrvatskog skladatelja, tekstopisca i glazbenika Dina Dvornika, koji izlazi 2010. g.
Ovaj maksi singl izdan je kao skup pjesama s trenutnog albuma Pandorina kutija, a sadrži skladbe koje su sve veliki hitovi, "Shlapa", "Splitska noć" i "Ko sam onda ja". Maksi singl objavljuje diskografska kuća Dancing Bear, sadrži tri skladbe kojih je producent Dino Dvornik, Srđan Sekulović i Haris Čustović.
Dino Dvornik 2010. za skladbu "Shlapa" dobiva prestižnu hrvatsku diskografsku nagradu, Porin, u kategoriji najbolja vokalna suradnja.

## Popis pjesama
1. "Shlapa (feat. TBF)" - 4:18
2. "Splitska noć (feat. Haris)" - 4:20
3. "Ko sam onda ja (feat. Haris)" - 4:12

## Vanjske poveznice
- iTunes - Dino Dvornik - Shlapa